# Wierzchowo Pomorskie
Wierzchowo Pomorskie – stacja kolejowa w Wierzchowie w Polsce, w województwie zachodniopomorskim, w powiecie drawskim, w gminie Wierzchowo.